# 蘇乞兒 (2010年電影)
《苏乞儿》是一部2010年上映的香港功夫电影，由赵文卓、周迅、周杰倫、安志及郭晓冬領銜主演；杨紫琼特別演出。多年担任武术指导的袁和平再次站在了导演的位置上。这部电影是第一部利用3D技术的功夫电影。此外，此片还是戴维·卡拉丹在后期制作期间意外在曼谷死亡之前出演的最后一部电影。尽管这部电影在票房仅仅收获4650万元人民币，它还是重新点燃了演员赵文卓的演出生涯。

## 劇情
电影情节主要分为两个板块。板块一《一战扬名》主要叙述了苏灿（苏乞儿）为父亲报仇的经历；板块二《醉拳宗师》则讲述了苏灿在失去妻子之后带着儿子浪迹天涯，在黑龙江打败外国拳击手的故事。
新闻媒体认为此片故事情节类似《霍元甲》，并且两个板块情节之间联系不是很紧密。